# Anders Pontén
Anders Daniel Pontén, född 16 september 1934 i Skellefteå församling i Västerbottens län, död 12 januari 2009 i Glanshammars församling i Örebro län, var en svensk författare, journalist och skådespelare.
Anders Pontén var son till bergslagsläkaren Johan Pontén och Elisabeth, ogift Hagströmer, samt brorson till Gustaf Pontén och sonson till John Pontén. Familjen tillhörde prästsläkten Pontén från Småland.
Efter realexamen 1953 och examen från Poppius journalistskola 1955 blev han medarbetare vid Stockholms-Tidningen 1955, Nordvästra Skånes Tidningar 1956, Nerikes Allehanda 1958, Aftonbladet 1960, Expressen 1964, Sveriges radio TV i Göteborg 1967, i Örebro 1969 och Sveriges riksradio AB i Örebro från 1980. Han var producent för radioprogrammet Riksronden och diverse medicin- och allmänhistoriska program. Han var också engagerad som skådespelare bland annat vid Örebro länsteater och TV-teatern samt eget guidespel på Örebro slott.
Pontén kåserade under 1970- och 1980-talen i Riksronden som sändes från Örebro. Han var värd i radioprogrammet Sommar åren 1973, 1976 och 1977. Pontén medverkade också som präst i filmatiseringen av Nils Parlings Finnbastu som gjordes av SVT Örebro i början på 1980-talet.
Han var först gift 1957–1962 med konstnären Lillan Berg Hagenfeldt (1936–2006), dotter till civilingenjören Edde Berg och Ebba, ogift Kaeding, och sedan från 1963 med Lillemor Gustafsson (1933–2005), dotter till revisor Gösta Gustafsson och Ingeborg Gustafsson.

## Teaterroller
- 1991 - Huck Finn på Örebro länsteater[8] (efter böckerna om Huckleberry Finn)